# Harry Stack Sullivan
Herbert "Harry" Stack Sullivan ( 1892 - 1949) fue un psiquiatra estadounidense cuyo trabajo en psicoanálisis estuvo basado, a diferencia de las observaciones más abstractas del inconsciente de Sigmund Freud y sus discípulos, en observaciones directas y verificables de sus pacientes.

## Trayectoria profesional
Sullivan se opuso a la orientación biologicista de Freud y revalorizó los descubrimientos sociológicos del mismo, por eso se lo considera como parte del grupo de psicoanalistas culturalistas como Clara Thompson, Karen Horney, Erich Fromm, Erik Erikson o Frieda Fromm-Reichmann, quienes tienen fundamentalmente en cuenta las relaciones entre el hombre y la sociedad, disminuyendo la importancia de las causales biológicas instintivas que tanto valoraba Freud y el valor de la libido y de las pulsiones.
Sullivan se hizo conocido por sus éxitos en el tratamiento de las esquizofrenias.
Elaboró la teoría de las relaciones interpersonales, su aporte más significativo a la psicología y la psiquiatría. Sullivan entiende al hombre como una unidad psicosomática-social y rechaza toda posición psicológica que pretenda analizarlo desglosado de su situación, es decir, desconectado de una integración interpersonal.
Desarrolló esta teoría psiquiátrica basada en relaciones interpersonales en que un prolongado asalto al yo interno del individuo ("self system"), en situaciones de agresión psicológica extrema, podría causar la esquizofrenia. 
Sullivan construyó los fundamentos para comprender al individuo basado en la red de relaciones interpersonales en la que este se encuentra. En esta teoría, los males objeto de estudio y tratamiento de la psiquiatría, son en un grado considerable producto de las fuerzas culturales. En la terapia, se ha de poner atención en las interacciones (llamadas por otros autores "relaciones objetales") más que en lo "intrapsíquico". Esta búsqueda de satisfacción mediante el encuentro personal con los otros llevó a Sullivan a considerar la soledad como la más dolorosa de las experiencias humanas. Llevó la psicoterapia más allá de los límites del psicoanálisis freudiano, al tratamiento de la esquizofrenia.
El "sí-mismo" o "sistema del yo" (self system) es una configuración de rasgos de personalidad desarrollados en la infancia para evitar la ansiedad y amenazas a la autoestima. Es un sistema guía respecto a relaciones yo-tú, llamadas por Sullivan "integraciones paratáxicas". Las formas como se desarrollan esas relaciones pueden hacerse rígidas y dominar los patrones de pensamiento del adulto, limitando sus acciones y reacciones respecto al mundo y cómo lo ve. Las consecuentes inadecuaciones de juicio se llaman "distorsiones paratáxicas".

## Obra
Sus escritos incluyen:
- Conceptions of Modern Psychiatry (1947, repr. 1966)
- Interpersonal Theory of Psychiatry (edición a cargo de H. S. Perry y M. L. Gawel, 1953, repr. 1968)
- Schizophrenia as a Human Process (1962, repr. 1974).